# Jardin Anima
Le jardin Anima est un jardin botanique situé aux abords de la ville de Marrakech, au Maroc.

## Histoire
En 2006, André Heller acquiert la propriété. Le nom du jardin, « Anima », est tiré du latin et signifie « âme », reflétant la volonté d'Heller de « toucher les cœurs et les âmes des visiteurs »,.

## Diversité botanique
Le jardin Anima abrite plus de 3 500 espèces de plantes disposées dans un espace de 2,5 acres, dont des cactus, des roses et des palmiers.